# Hylopsar
Hylopsar (glansspreeuwen) is een geslacht van zangvogels uit de familie  spreeuwen (Sturnidae).

## Soorten
Het geslacht kent de volgende soorten: 
- Hylopsar cupreocauda  –  Koperstaartglansspreeuw
- Hylopsar purpureiceps  –  Purperkopglansspreeuw